# Fains-Véel
Fains-Véel település Franciaországban, Meuse megyében. Lakosainak száma 2088 fő (2022. január 1.). Fains-Véel Bar-le-Duc, Behonne, Beurey-sur-Saulx, Chardogne, Combles-en-Barrois, Val-d’Ornain és Trémont-sur-Saulx községekkel határos.

## Népesség
A település népességének változása:
| Lakosok száma | 2482 | 2513 | 2447 | 2283 | 2212 | 2187 | 2140 | 2109 | 2093 | 2088 |
|               | 1968 | 1982 | 1990 | 2006 | 2013 | 2015 | 2017 | 2019 | 2020 | 2022 |